# Моргун, Владимир Васильевич
Влади́мир Васи́льевич Моргу́н (род. 1938) — советский и украинский генетик и селекционер растений. Герой Украины (2008).
Академик-секретарь Отделения общей биологии НАНУ, директор Института физиологии растений и генетики НАН Украины, президент Украинского общества физиологов растений, экс-президент Украинского общества генетиков и селекционеров.

## Биография
Родился 10 марта 1938 года в селе Новоселица (ныне Чигиринский район, Черкасская область, Украина).
Окончил Знаменский сельскохозяйственный техникум и агрономический факультет Украинской сельскохозяйственной академии. За отличные успехи в обучении был удостоен стипендии имени В. И. Ленина.
Свою научную деятельность начал ещё студентом. В 1964—1967 годах учился в аспирантуре УСХА по специальности «генетика».
С 1974 года В. В. Моргун возглавил отдел экспериментального мутагенеза в Институте молекулярной биологии и генетики АН УССР.
В 1986 году его выбрали директором Института физиологии растений АН УССР, который после объединения с генетическими отделами Института молекулярной биологии и генетики был реорганизован в Институт физиологии растений и генетики НАН Украины.
В 1980 году Владимир Васильевич защитил докторскую диссертацию. В 1985 году его выбрали членом-корреспондентом АН УССР, в 1990 — академиком АН УССР, а в 2009 году — академиком-секретарём Отделения общей биологии НАНУ.

## Награды и звания
- Герой Украины (с вручением ордена Державы, 7.3.2008 — за выдающиеся личные заслуги перед Украинским государством в создании и широком внедрении высокопродуктивных сортов зерновых культур, многолетнюю плодотворную научную и общественную деятельность).
- орден Октябрьской революции
- орден «Знак Почёта»
- орден князя Ярослава Мудрого IV степени (2021)[1]
- орден князя Ярослава Мудрого V степени (2003)[2]
- Государственная премия Украины в области науки и техники (1997)
- Государственная премия УССР в области науки и техники (1982)
- Государственная премия СССР (1986).
- Почётный академик Венгерской академии наук (2001).
- заслуженный деятель науки и техники Украины.
- медаль Вернадского (2017).
- премия НАНУ имени В. Я. Юрьева
- премии президентов академий наук Украины, Белоруссии и Молдовы